# Viện trợ nhân đạo

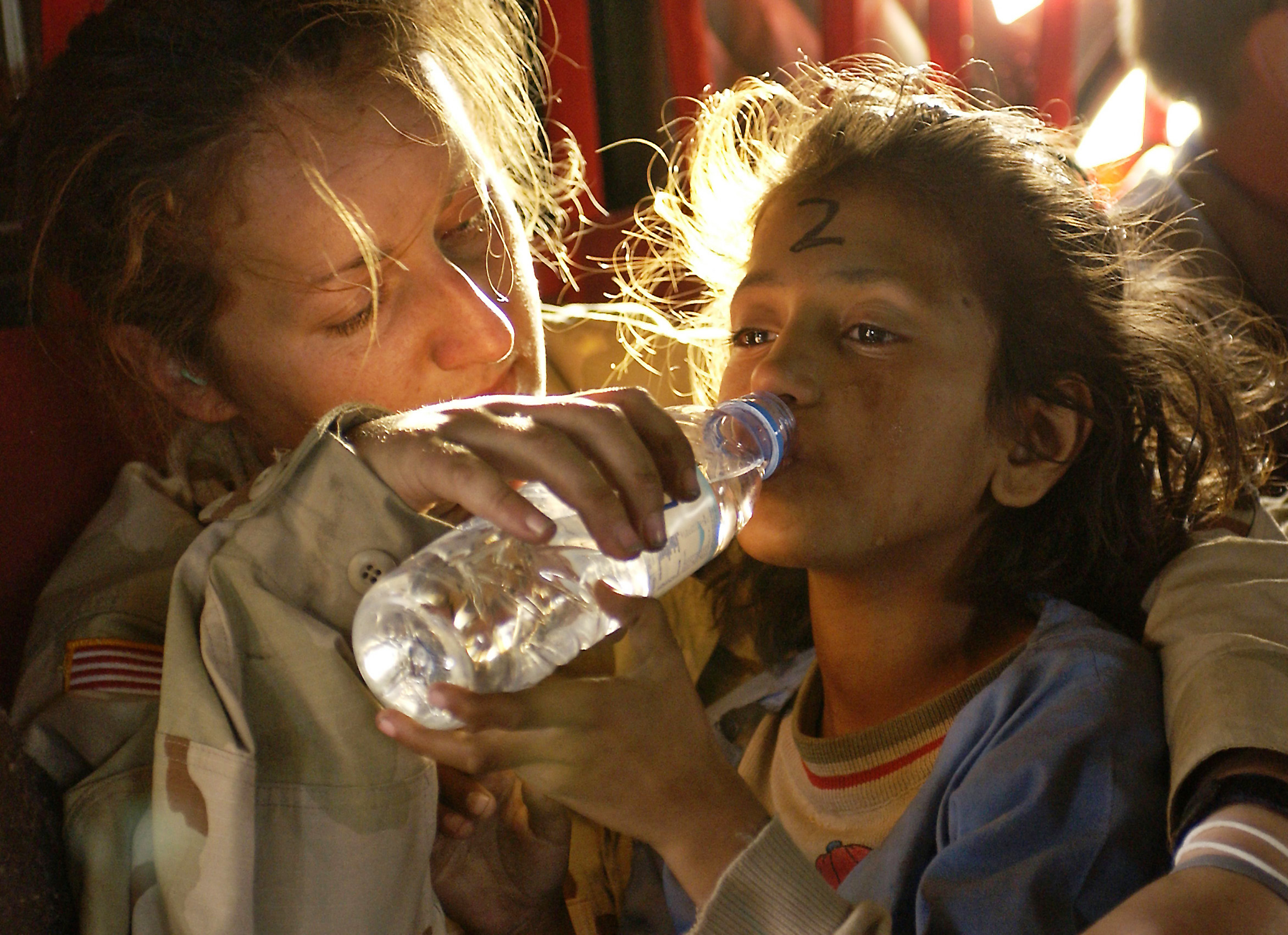
Một người lính cho một cô gái trẻ người Pakistan uống nước khi họ được vận chuyển từ Muzaffarabad đến Islamabad.

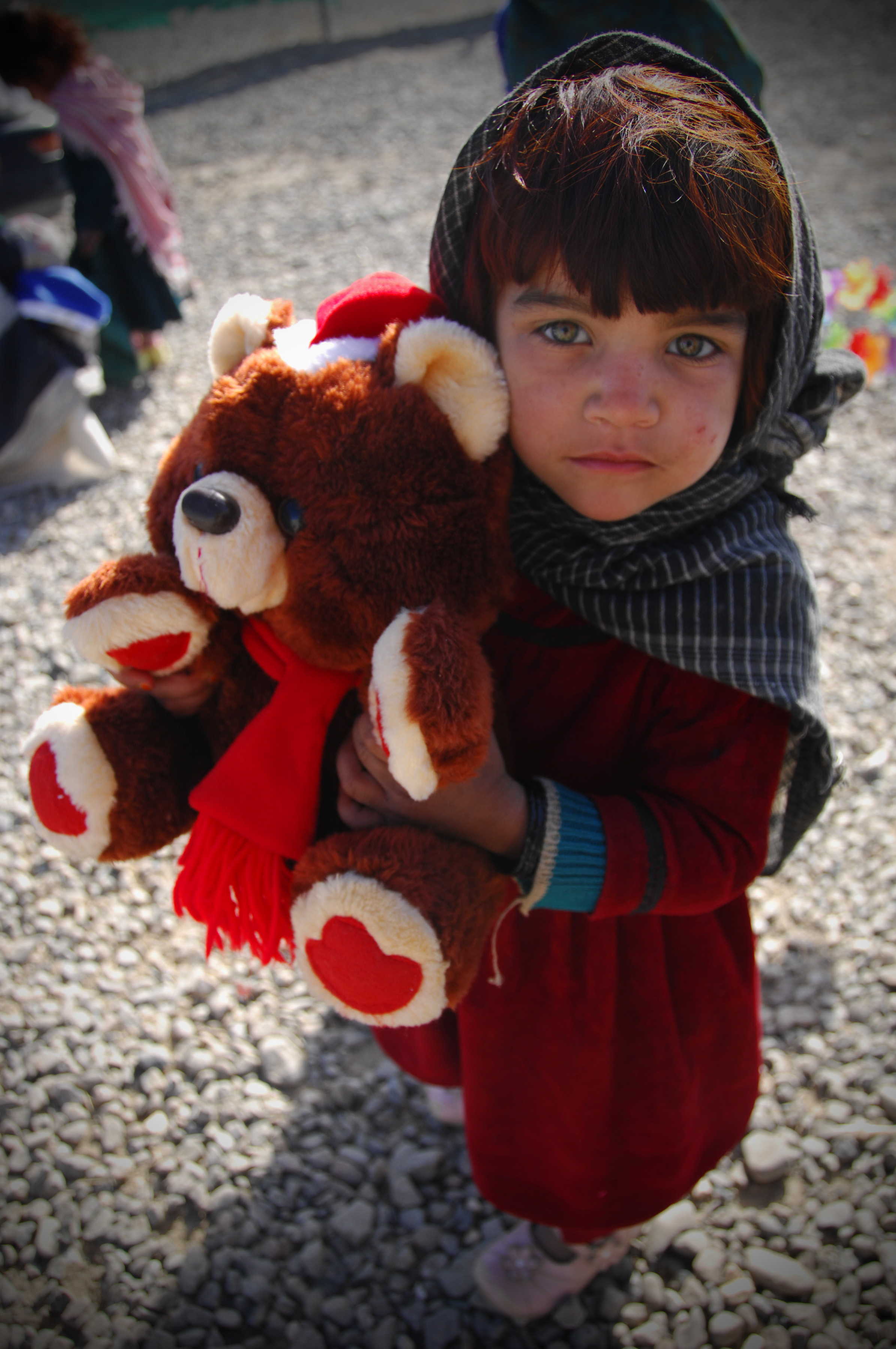
Một bé gái người Afghanistan nắm chặt con gấu bông mà bé nhận được tại một phòng khám y tế ở Camp Clark ở tỉnh Khost.

Viện trợ nhân đạo là hỗ trợ vật chất và hậu cần cho những người cần giúp đỡ. Nó thường là trợ giúp ngắn hạn cho đến khi có sự giúp đỡ dài hạn của chính phủ và các tổ chức khác thay thế nó. Trong số những người có nhu cầu là người vô gia cư, người tị nạn và nạn nhân của thiên tai, chiến tranh và nạn đói. Viện trợ nhân đạo là hỗ trợ vật chất hoặc hậu cần được cung cấp cho mục đích nhân đạo, điển hình là để đáp ứng các nỗ lực cứu trợ nhân đạo bao gồm thảm họa thiên nhiên và thảm họa nhân tạo. Mục tiêu hàng đầu của viện trợ nhân đạo là cứu người, giảm bớt đau khổ và duy trì phẩm giá con người. Do đó, nó có thể được phân biệt với viện trợ phát triển, trong đó tìm cách giải quyết các yếu tố kinh tế xã hội tiềm ẩn có thể dẫn đến khủng hoảng hoặc khẩn cấp. Có một cuộc tranh luận về việc liên kết các nỗ lực phát triển và viện trợ nhân đạo, được củng cố bởi Hội nghị thượng đỉnh nhân đạo thế giới năm 2016. Tuy nhiên, cách tiếp cận bị các bên tham gia chỉ trích.
Viện trợ nhân đạo nhằm mục đích mang lại sự cứu trợ ngắn hạn cho các nạn nhân cho đến khi chính phủ và các tổ chức khác có thể cung cấp cứu trợ dài hạn. Viện trợ nhân đạo coi "một biểu hiện cơ bản của giá trị phổ quát của sự đoàn kết giữa con người và một mệnh lệnh đạo đức". Viện trợ nhân đạo có thể đến từ các cộng đồng địa phương hoặc quốc tế. Để tiếp cận cộng đồng quốc tế, Văn phòng Điều phối các vấn đề nhân đạo (OCHA)  của Liên hợp quốc (LHQ) chịu trách nhiệm phối hợp ứng phó với các trường hợp khẩn cấp. Nó khai thác cho các thành viên khác nhau của Ủy ban Thường vụ Liên ngành, có thành viên chịu trách nhiệm cung cấp cứu trợ khẩn cấp. Bốn thực thể của Liên Hợp Quốc có vai trò chính trong việc cung cấp viện trợ nhân đạo là Chương trình Phát triển Liên Hợp Quốc (UNDP), Cơ quan Tị nạn Liên Hợp Quốc (UNHCR), Quỹ Nhi đồng Liên Hợp Quốc (UNICEF) và Chương trình Lương thực Thế giới (WFP).
Theo Viện Phát triển hải ngoại, một cơ sở nghiên cứu có trụ sở tại London, phát hiện vào tháng 4 năm 2009 trong bài báo "Cung cấp viện trợ trong môi trường không an toàn: Cập nhật năm 2009", năm nguy hiểm nhất trong lịch sử nhân đạo là năm 2008, trong đó 122 nhân viên cứu trợ đã bị sát hại và 260 người bị hành hung. Các quốc gia được coi là kém an toàn nhất là Somalia và Afghanistan. Năm 2014, Kết quả nhân đạo báo cáo rằng các quốc gia có sự cố cao nhất là: Afghanistan, Cộng hòa Dân chủ Congo, Cộng hòa Trung Phi, Nam Sudan, Sudan, Syria, Pakistan, Somalia, Yemen và Kenya.